# Terebești
Terebești es una comuna ubicada en el distrito de Satu Mare, Rumania.

## Superficie
Posee una superficie de 55,41 kilómetros cuadrados.

## Demografía
Hasta 2021 la población era de 1864 habitantes, con una densidad de población de 33,64 habitantes por kilómetro cuadrado.